# Festival Internacional de Cinema de Rotterdam
El Festival Internacional de Cinema de Rotterdam (originalment en anglès International Film Festival Rotterdam) és un dels festivals de cinema més importants d'Europa. Fundat el 1972, es porta a terme durant l'última setmana de gener, a Rotterdam (Països Baixos). Encara que només es premia la primera i la segona pel·lícules, es coneix entre els principals festivals de cinema per ser un dels més variats pel que fa a llargmetratges de programació.

## Història
Fundat el juny de 1972 per Hubert Bals, el Festival Internacional de Cinema de Rotterdam es dedica al descobriment i suport de la cinematografia poc coneguda i innovadora. A la mort del fundador, el 1988, es va crear la fundació Hubert Bals per donar suport a la producció de pel·lícules de països en desenvolupament. Aquesta fundació va ser clau en el finançament d'algunes cinematografies i va produir moltes pel·lícules. Des de 1988, més de 900 projectes independents han rebut suport econòmic del fons neerlandès que, amb prop d'un milió d'euros de pressupost, reparteix ajudes per preproducció, producció, postproducció digital i distribució en dues convocatòries anuals de les que es beneficien uns 60 projectes de pel·lícules d'entre les 750 que es presenten. La condició indispensable és que les propostes siguin originàries de països d'Àsia, Orient Mitjà, Europa de l'Est, Àfrica i Llatinoamèrica.

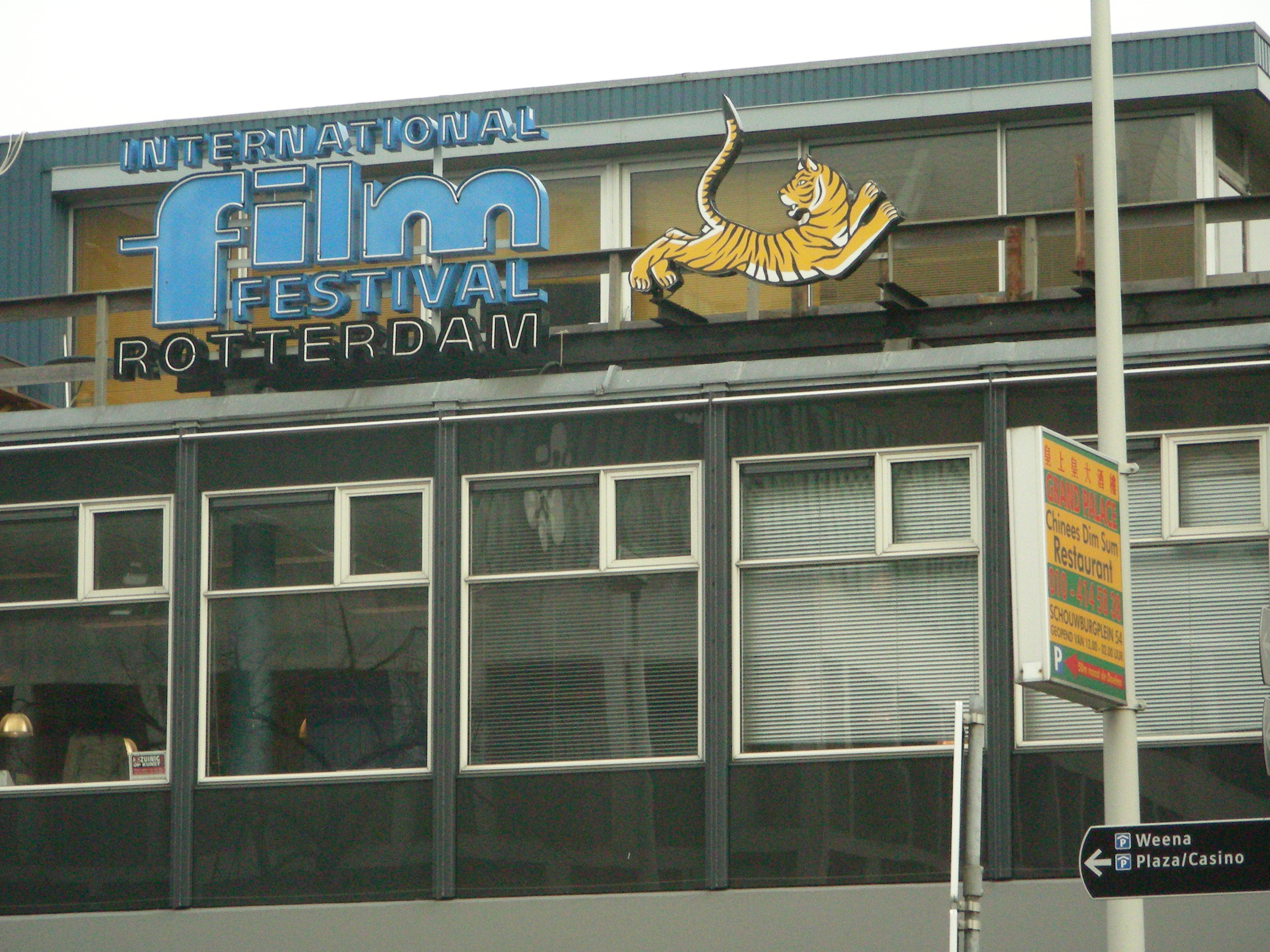
Oficines del festival

Els resultats del model s'aprecien en observar l'increment del nombre de films ajudats pel Hubert Bals Fund que han participat en el circuit dels principals festivals cinematogràfics del món, mostres i alhora mercats, espais de prescripció, al capdavall, del cànon fílmic contemporani. El Hubert Bals Fund també ha estat decisiu en l'auge del nou cinema argentí.
A finals del segle xx, s'havia convertit en l'esdeveniment cultural holandès amb més afluència de públic. A diferència dels festivals de Cannes i Venècia, on hi ha sobretot moltes estrenes, i poc aficionats, Rotterdam és, sobretot per als professionals, un mercat. Directors i productors esperen trobar-se aquí per realitzar projectes conjunts. El festival de Rotterdam ofereix uns 750 llargmetratges i curtmetratges. El certamen s'estén també fora de les sales de cinema a museus, discoteques, murs de grans edificis. Part del programa es pot veure, a més, a les ciutats holandeses de Groningen i Maastricht.

## Guanyadors del premi Tigre
El Premi Tiger ha tingut diversos patrocinadors amb els anys. En els anys previs a 2011 va ser patrocinat per la marca VPRO. L'any 2011 ho va ser per Prins Bernhard Cultuurfonds i a partir del 2012 per Hivos.
| Any  | Títol en anglès                       | Títol original                           | Director                         | País                                 |
| ---- | ------------------------------------- | ---------------------------------------- | -------------------------------- | ------------------------------------ |
| 1995 | Postman                               | Youchai                                  | Jianjun He                       | China                                |
| 1995 | How Old Is the River?                 | Fuyu no kappa                            | Kazama Shiori                    | Japan                                |
| 1995 | Thalassa, Thalassa, Ruckkehr Zum Mmer |                                          | Bogdan Dumitrescu                | Germany · Romania                    |
| 1996 | Sons                                  | Erzi                                     | Zhang Yuan                       | China                                |
| 1996 | Like Grains of Sand                   | Nagisa no Shindobaddo                    | Ryōsuke Hashiguchi               | Japan                                |
| 1996 | Small Faces                           |                                          | Gillies MacKinnon                | United Kingdom                       |
| 1997 | Last Holiday                          | Posledniye kanikuly                      | Amir Karakulov                   | Kazakhstan                           |
| 1997 | The Day a Pig Fell into the Well      | Daijiga umule pajinnal                   | Hung Sang-soo                    | South Korea                          |
| 1997 | Robinson in Space                     |                                          | Patrick Keiller                  | United Kingdom                       |
| 1998 | Buttoners                             | Knoflíkári                               | Petr Zelenka                     | Czech Republic                       |
| 1998 | Round the Moons Between Earth and Sea | Giro di lune tra terra e mare            | Giuseppe Gaudino                 | Italy                                |
| 1998 | The Inheritors                        | Die Siebtelbauern                        | Stefan Ruzowitzky                | Austria                              |
| 1999 | The Iron Heel of Oligarchy            | Zheleznaya pyata oligarkhii              | Alexander Bashirov               | Russia                               |
| 1999 | More Than Yesterday                   | Plus qu'hier moins que demain            | Laurent Achard                   | France                               |
| 1999 | Following                             |                                          | Christopher Nolan                | United Kingdom                       |
| 2000 | El riu Suzhou                         | Suzhou he                                | Ye Lou                           | China                                |
| 2000 | Crane World                           | Mundo Grúa                               | Pablo Trapero                    | Argentina                            |
| 2000 | Bye Bye Blue Bird                     |                                          | Katrin Ottarsdottír              | Denmark                              |
| 2001 | Bad Company                           | Mabudachi                                | Furumaya Tomoyuki                | Japan                                |
| 2001 | The Days Between                      | In den Tag hinein                        | Maria Speth                      | Germany                              |
| 2001 | 25 Watts                              |                                          | Juan Pablo Rebella & Pablo Stoll | Uruguay                              |
| 2002 | Sleeping Rough                        | Tussenland                               | Eugenie Jansen                   | Netherlands                          |
| 2002 | Everyday God Kisses Us on the Mouth   | În fiecare zi Dumnezeu ne saruta pe gura | Sinişa Dragin                    | Romania                              |
| 2002 | The Wild Bees                         | Divoké vcely                             | Bohdan Sláma                     | Czech Republic                       |
| 2003 | With Love. Lilya                      | S lyubovyu. Lilya                        | Larisa Sadilova                  | Russia                               |
| 2003 | Strange                               | Extraño                                  | Santiago Loza                    | Argentina                            |
| 2003 | Jealousy Is My Middle Name            | Jiltuneun naui him                       | Chan-ok Park                     | South Korea                          |
| 2004 | The Missing                           | Bu jian                                  | Kang-sheng Lee                   | Taiwan                               |
| 2004 | Summer in the Golden Valley           | Ljeto u zlatnoj dolini                   | Srđan Vuletić                    | Bosnia-Herzegovina                   |
| 2004 | En Route                              | Unterwegs                                | Jan Krüger                       | Germany                              |
| 2005 | Changing Destiny                      | Nemmeno il destino                       | Daniele Gaglianone               | Italy                                |
| 2005 | 4                                     | Chetyre                                  | Ilya Khrzhanovsky                | Russia                               |
| 2005 | The Sky Turns                         | El cielo gira                            | Mercedes Álvarez                 | Spain                                |
| 2006 | Walking on the Wild Side              | Lai xiao zi                              | Han Jie                          | China                                |
| 2006 | The Dog Pound                         | La perrera                               | Manuel Nieto Zas                 | Uruguay · Argentina · Canada · Spain |
| 2006 | Old Joy                               |                                          | Kelly Reichardt                  | United States                        |
| 2007 | Love Conquers All                     |                                          | Tan Chui Mui                     | Malaysia                             |
| 2007 | The Unpolished                        | Die Unerzogenen                          | Pia Marais                       | Germany                              |
| 2007 | Bog of Beasts                         | Baixio das Bestas                        | Claudio Assis                    | Brazil                               |
| 2007 | AFR                                   |                                          | Morten Hartz Kaplers             | Denmark                              |
| 2008 | Go With Peace Jamil                   | Gå med fred Jamil - Ma salama Jamil      | Omar Shargawi                    | Denmark                              |
| 2008 | Wonderful Town                        | (เมืองเหงาซ่อนรัก)                          | Aditya Assarat                   | Thailand                             |
| 2008 | Flower in the Pocket                  |                                          | Liew Seng Tat                    | Malaysia                             |
| 2009 | Be Calm and Count to Seven            | Aram bash va ta hatf beshmar             | Ramtin Lavafipour                | Iran                                 |
| 2009 | Breathless                            | Ddongpari                                | Yang Ik-june                     | South Korea                          |
| 2009 | Wrong Rosary                          | Uzak ihtimal                             | Mahmut Fazil Coskun              | Turkey                               |
| 2010 | Cold Water of the Sea                 | Agua fría de mar                         | Paz Fábrega                      | Costa Rica                           |
| 2010 | Alamar                                | To the Sea                               | Pedro González-Rubio             | Mexico                               |
| 2010 | Mundane History                       | Jao nok krajok (เจ้านกกระจอก)             | Anocha Suwichakornpong           | Thailand                             |
| 2011 | The Journals of Musan                 | Musanilgi                                | Jung-Bum Park                    | South Korea                          |
| 2011 | Finisterrae                           |                                          | Sergio Caballero                 | Spain                                |
| 2011 | Eternity                              | Tee rak (ที่รัก)                            | Sivaroj Kongsakul                | Thailand                             |
| 2012 | Klip                                  | Clip                                     | Maja Miloš                       | Serbia                               |
| 2012 | Thursday Till Sunday                  | De jueves a domingo                      | Dominga Sotomayor Castillo       | Chile · Netherlands                  |
| 2012 | Egg and Stone                         | Jidan he shitou                          | Ji Huang                         | China                                |
| 2013 | My Dog Killer                         | Môj pes Killer                           | Mira Fornay                      | Slovakia · Czech Republic            |
| 2013 | Soldier Jane                          | Soldate Jeannette                        | Daniel Hoesl                     | Austria                              |
| 2013 | Fat Shaker                            | Larzanandeye charbi                      | Mohammad Shirvani                | Iran                                 |